# Neodiplothele flavicoma
Espèce
Synonymes
- Trichopelma flavicomum Simon, 1891

Neodiplothele flavicoma est une espèce d'araignées mygalomorphes de la famille des Barychelidae.

## Distribution
Cette espèce est endémique de Bahia au Brésil,. Elle se rencontre vers Condeúba.

## Description
La femelle holotype mesure 10,0 mm.
La femelle  décrite par Mori et Bertani en 2020 mesure 8,89 mm.

## Systématique et taxinomie
Cette espèce a été décrite sous le protonyme Trichopelma flavicomum par Simon en 1891. Elle est placée dans le genre Neodiplothele par Mori et Bertani en 2020.

## Publication originale
- Simon, 1891 : « Études arachnologiques. 23e Mémoire. XXXVIII. Descriptions d'espèces et de genres nouveaux de la famille des Aviculariidae. » Annales de la Société entomologique de France, vol. 60, p. 300-312 (texte intégral).